# Neblinaphrynidae
Neblinaphrynidae é uma família de sapos endêmicos do Brasil.

## Gêneros e Áreas de Ocorrência
- Neblinaphryne

Ocorrendo nas montanhas do extremo norte do Brasil fronteira com a Venezuela. Mais especificamente no Pico da Neblina e Serra do Imeri.